# Vallée de la rivière Rouge

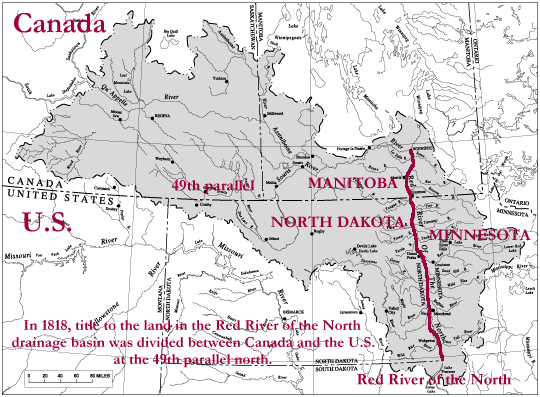
Bassin de la Rivière Rouge

La vallée de la rivière Rouge (anglais : Red River Valley est une vallée du bassin de la rivière Rouge (Red River of the North) située au centre de l'Amérique du Nord, à cheval sur les États-Unis et le Canada, dans les États du Dakota du Nord, du Minnesota et de la province du Manitoba.

## Colonisation
Le premier afflux important d'Européens est le résultat de la traite des fourrures par les Français dans la région des Grands Lacs. Au milieu du XVIIe siècle, les Métis (descendant des Français et de la tribu des Cris) se sont installés dans la vallée. Ces personnes, en plus du peuple autochtone des premières nations des environs, étaient les chasseurs et vendeurs impliqués dans la traite des fourrures. L'engouement pour la production de fourrure fera apparaître la colonie de la rivière Rouge au début du XIXe siècle.

## Importance dans la géographie des États-Unis
Le gouvernement américain utilise généralement les termes de Red River Valley pour décrire les parties nord-est du Dakota du Nord et nord-ouest du Minnesota, dont les États-Unis ont sécurisé le nom par la convention anglo-américaine de 1818. Centrée autour de la rivière Rouge, la région était précédemment sous le contrôle du Royaume-Uni. Ces terres sont devenues sous l'administration américaine lorsque le second article du traité de 1818 a déclaré le 49e parallèle nord comme étant la frontière officielle entre le Canada et les États-Unis jusqu'aux Rocheuses. La superficie acquise par ce traité est de 119 794,72 km2, soit 1,3 % de la superficie totale des États-Unis.